# 小鼷鹿
小鼷鹿又名南洋鼷鹿或鼠鹿，是一种体形很小的原始反刍类动物。

## 分布
小鼷鹿分布于中南半岛、马来半岛、婆罗洲与苏门答腊岛。

## 分类
爪哇岛与中国云南南部的鼷鹿原被认为是小鼷鹿的亚种，（学名同为Tragulus javanicus），但自2004年起，爪哇鼷鹿（Tragulus  javanicus）与云南鼷鹿（Tragulus  williamsoni）被归类为不同的独立物种，小鼷鹿也改用现在的学名（Tragulus kanchil）。

## 外形特征
体形略比野兔大，体重1.3-2.0kg，体长420-630mm，肩高约200mm，是仅次于蹄兔目成员最小的有蹄类动物，也是鼷鹿科种体型最小的一种。面部尖长，无角，雄性有发达的獠牙，四肢细长，前肢较短。

## 生境与习性
小鼷鹿的行动十分灵敏，也善于隐蔽。为夜行性，性格谨慎胆小，除繁殖期外，多单独活动。白天隐藏于草丛中，动作敏捷机警，奔跑时似兔般跳跃。涉水之后会暂时丧失行走能力。主要生活于热带山地丘陵茂密的森林灌丛和草丛。有时也进入农田地带。主食为掉落在地上的野果和野花，但也吃叶子，幼苗和青草。
小鼷鹿的怀孕期为5～6个月。母小鼷鹿产仔48小时后便可以发情受孕，而且能一边哺乳一边怀胎。小鼷鹿每胎可产一或二只小鼷鹿。小鼷鹿出生半年后就会性成熟。

## 保护状况
小鼷鹿的栖息地受人类活动的影响大，牲畜践踏和人为建设对小鼷鹿的隐蔽除破坏严重，此外它也受到狩猎的威胁，人们为取食它的肉而捕杀它们。目前，小鼷鹿是中国国家一级保护动物，在世界自然保护联盟的红皮书中的级别是无危，濒危野生动植物种国际贸易公约种被列入附录II。